# Weesperstraat (Amsterdam)
De Weesperstraat is een straat in Amsterdam-Centrum. De oorspronkelijke bebouwing is afgebroken in de jaren zestig, waarna de straat is verbreed tot een stadsautoweg, die het J.D. Meijerplein verbindt met het Weesperplein. De drukke verkeersweg is een deel van de S112, die de IJtunnel en het Mr. Visserplein via de Wibautstraat verbindt met de Gooiseweg. De straat kruist vier grachten: de Nieuwe Herengracht, Nieuwe Keizersgracht, Nieuwe Prinsengracht en Nieuwe Achtergracht.
De Weesperstraat lag vroeger in de Amsterdamse Jodenbuurt en veel herinnert nog aan dit verleden. Zo staat er het Monument van Joodse Erkentelijkheid. Het draagt de tekst Aan de beschermers der Nederlandse Joden in de bezettingsjaren. Het monument werd in 1947 door Jobs Wertheim ontworpen.
De rooms-katholieken Willem Vroom en Anton Dreesmann openden op 21 mei 1887 hun eerste gezamenlijke manufacturenzaak in het pand Weesperstraat 70, die zou uitgroeien tot de warenhuisketen V&D.
Brug 238, over de Nieuwe Herengracht, hoek Weesperstraat, is vernoemd naar de journalist Mozes Vaz Dias (1881-1963). Brug 240 over de Nieuwe Keizersgracht, hoek Weesperstraat, is vernoemd naar de in 1942 in Polen omgekomen laatste vooroorlogse opperrabbijn L.H. Sarlouis. Brug 251, over de Nieuwe Prinsengracht, hoek Weesperstraat, is vernoemd naar de rector en opperrabbijn dr. J.H. Dünner (1833-1911). Brug 257, over de Nieuwe Achtergracht, hoek Weesperplein, is vernoemd naar dr. Meijer de Hond, die in 1943 in Sobibór, Polen, omkwam.
Bij de hoek Weesperstraat / Nieuwe Kerkstraat staat de sculptuur Fête galante uit 1997 van beeldhouwer Hans van den Ban.
Aan de Weesperstraat, tussen de Nieuwe Herengracht en de Nieuwe Keizersgracht, ligt de onder architectuur aangelegde gemeenschappelijke binnentuin van de huizen Het Corvershof, Amstelrank, Van Limminkhof en het Hodshonhuis. Samen met de Amstelhof (het huidige H'ART Museum) behoorden deze panden tot het Amstelhoven-complex, waar de Diakonie zich al vanaf de 17e eeuw wijdde aan de verzorging van ouderen en zieken. Nog steeds zijn hier aan de Protestante Diaconie Amsterdam verwante organisaties gevestigd. Zo biedt het voormalige knekelhuisje in de tuin, inmiddels omgedoopt tot het Krekelhuis, onderdak aan het Straatpastoraat.

## Geschiedenis
De straat dateert uit de grote stadsuitbreiding van 1663. De Weesperstraat verbond het centrum van Amsterdam met de Weesperpoort en de Weesperzijde, uitvalsweg naar de stad Weesp.
De Weesperstraat was een deel van de Amsterdamse Jodenbuurt. De Joden noemden de destijds smalle straat de "Wazepergas", met het Jiddische equivalent voor het Duitse "Gasse". De straat telde veel winkels; zo vestigden Vroom & Dreesman in 1887 op nummer 70 hun eerste zaak, De Zon geheten.
De Joodse bewoners zijn tijdens de Tweede Wereldoorlog weggevoerd. Na de deportatie van Joden werd tijdens de koude hongerwinter van 1944-1945 uit hun leegstaande huizen het hout en ander bruikbaar materiaal gesloopt. De straat bood daardoor aan het eind van de oorlog een desolate en vervallen aanblik. Het gemeentebestuur ging na de bevrijding over tot sanering. De huizen werden gesloopt, nieuwbouw verrees en de straat werd een drukke verkeersader.
In het wederopbouwplan van 1953 kwam een verkeersweg op de plaats van de smalle Weesperstraat. Om de straat te kunnen verbreden werd de resterende bebouwing eind jaren 1950 en eerste helft jaren 1960 afgebroken. Hierdoor was de straat tussen 1961 en 1965 afgesloten voor al het verkeer en moest ook de tram verdwijnen. Aan de oostkant verrees in de jaren 1960 grootschalige bebouwing, zoals een studentenflat en het winkel- en kantoorgebouw De Metropool van architect Arthur Staal (nrs. 63-105). Tussen de Nieuwe Herengracht en de Nieuwe Keizersgracht bleef een groenstrook onbebouwd; daar kreeg in 2021 het Holocaust Namenmonument een plaats.

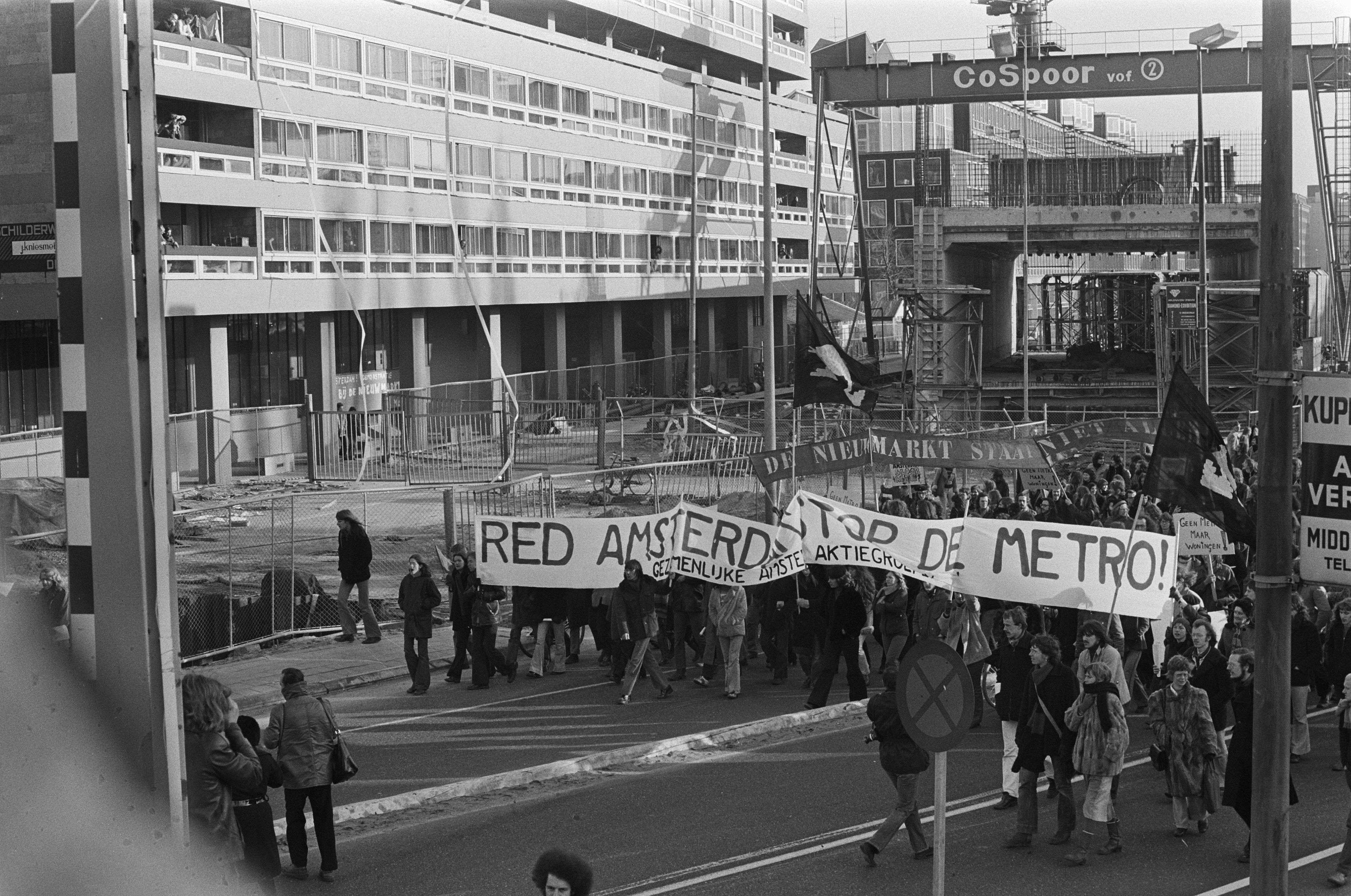
Weesperstraat ten tijde van de aanleg van de metro met caissons, demonstratie tegen de aanleg in 1975

De westzijde bleef aanvankelijk onbebouwd en bood ruimte aan het verkeer in verband met de aanleg van de Oostlijn van de Amsterdamse metro in de straat. Bij de aanleg van deze eerste lijn, tussen 1970 en 1977, bouwde men hier bovengronds grote betonnen caissons, die daarna werden afgezonken. In de jaren 1980 en 1990 werd ook de westzijde opnieuw bebouwd. In de 21e eeuw werden er plannen gesmeed om de straat blijvend te versmallen. Dit vond plaats in het kader van het terugdringen van de plaatselijke luchtverontreinigingen en het ontmoedigen om met de auto de binnenstad in te gaan. Voorts is de straat een van de weinige 50-km-zones in die binnenstad. De plannen werden keer op keer uitgesteld door of gebrek aan daadkracht, gebrek aan geld of ruil tegen andere autovrije zones zoals het Muntplein. In 2015 werd er nog of weer over gesproken, daarbij werd geconstateerd dat voornamelijk de VVD in de gemeenteraad tegen aanpassing was. Inmiddels (2022) is de vierbaansweg gedeeltelijk teruggebracht tot tweebaansweg.

## Afbeeldingen
|  |  |  |

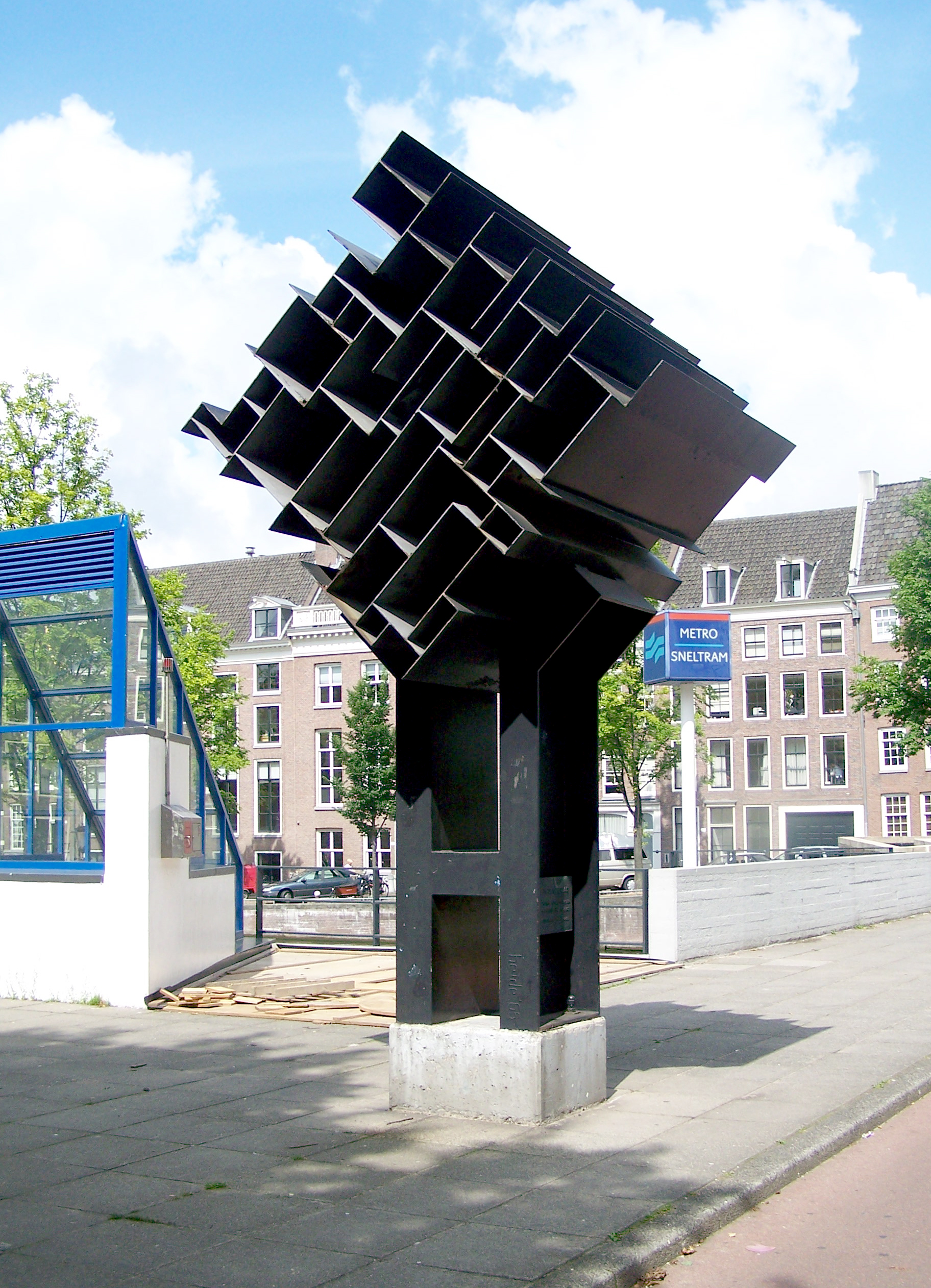
Monument voor M.S. Vaz Dias, van Herman van der Heide bij metrostation
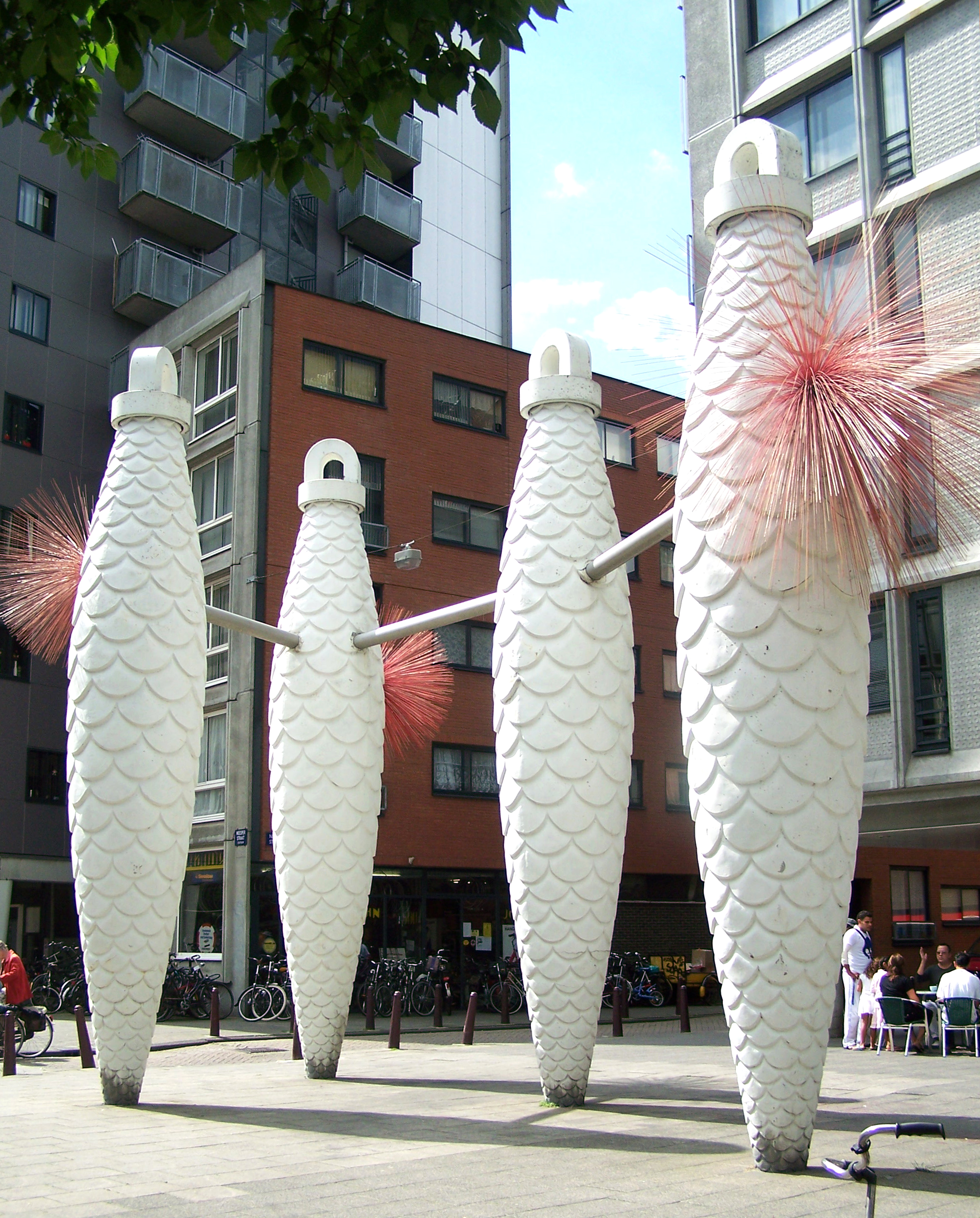
Fête galante, Hans van den Ban
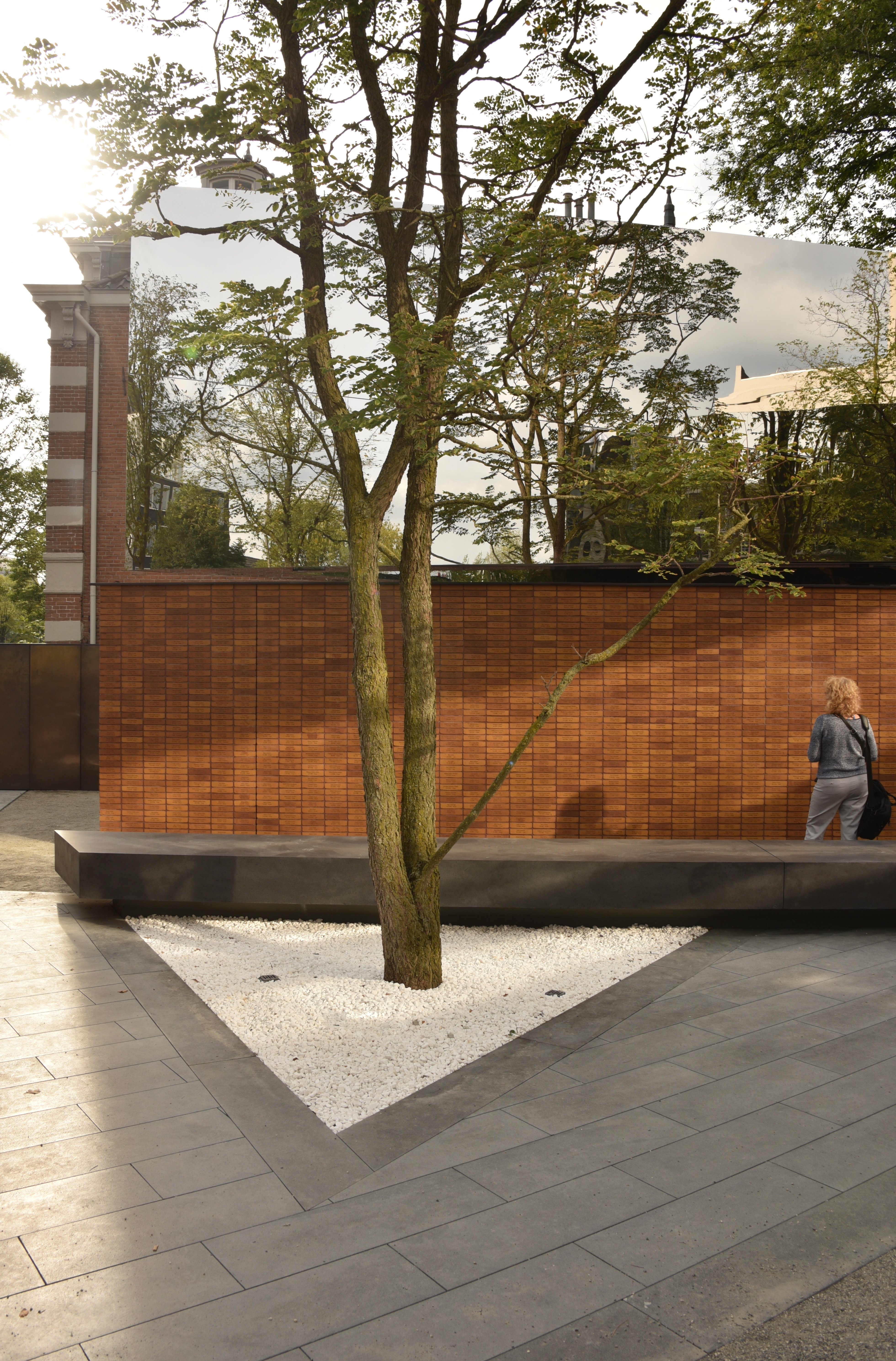
Holocaust Namenmonument

## Holocaust Namenmonument
Aan de westzijde van de Weesperstraat, tussen de Nieuwe Herengracht en de Nieuwe Keizersgracht, bevindt zich sinds 2021 het Holocaust Namenmonument, met de namen van de ruim honderdduizend Nederlandse dodelijke slachtoffers van de Holocaust, en met spiegelende stalen constructies in de vorm van het woord לזכר, dat 'in herinnering aan' betekent.

## Openbaar vervoer
De zuidelijke uitgang van metrostation Waterlooplein ligt aan de Weesperstraat.
Bij het aangrenzende Weesperplein liggen:
- haltes voor de tramlijnen 1, 7 en 19
- een metrostation voor de metrolijnen 51, 53, 54.

Sinds 1875 reden er paardentrams door de Weesperstraat als deel van de eerste Amsterdamse tramlijn Leidscheplein – Plantage. Vanwege de geringe breedte lag er net als in de Leidsestraat en Utrechtsestraat enkelspoor, met wisselplaatsen op de bruggen over de grachten. In 1904 verscheen de elektrische tram. Deze eerste lijn 7 werd een jaar later vernummerd in lijn 8 en in 1942 opgeheven. Tussen 1952 en 1961 reed lijn 5 door de Weesperstraat. Door de verbreding van de straat werden de tramrails opgebroken. Vanaf de heropening van de (verbrede) straat in 1965 kwam er een buslijn 5 te rijden door de straat, sinds 1968 ook lijn 55. De bussen bleven rijden tot de doortrekking van de metro onder de Weesperstraat in 1980. In 1984 kwam er opnieuw een buslijn te rijden in de straat, nu echter een streekbuslijn
die er tot 1987 reed.

## Bekende bewoners
- Samuel Sarphati: geboren in het huis op de hoek met de Nieuwe Keizersgracht.